# شبكة متباعدة
الشبكات العريضة WAN هي عبارة عن مجموعة شبكات صغيرة متصلة ببعضها البعض، ويمكن أن تمتد إلى عدة دول وعدة قارات مترامية الأطراف. وهذهِ الخاصية تستخدم بشكل واسع جداً من قبل الشركات المصنعة لأجهزة الهاتف النقال (الموبايل) لكي تربطها بالشابكة (الانترنت) بصورة سريعة عن طريق خدمة الGPRS. وتعمم هذه الخاصية في المطارات الضخمة والأماكن الهامة والمزارات السياحية وليس لها أي تكلفة على مستخدميها بل هي خدمة مجانية مقدمة للمستهلك. ستخدم الشبكات العريضة المسيرات في عمليه توجيه البيانات.